# Clay County, North Carolina
Clay County är ett administrativt område i delstaten North Carolina, USA, med 10 587 invånare. Den administrativa huvudorten (county seat) är Hayesville.

## Geografi
Enligt United States Census Bureau så har countyt en total area på 571 km². 557 km² av den arean är land och 15 km² är vatten.

### Angränsande countyn
- Macon County - nordost
- Rabun County, Georgia - sydost
- Towns County, Georgia - syd
- Union County, Georgia - sydväst
- Cherokee County - nordväst